# Keanau Post
Keanau Post (Victoria, British Columbia, 4 de septiembre de 1992) es un jugador de baloncesto canadiense que juega en la posición de pívot. 

## Trayectoria

### Carrera universitaria
Luego de haberse destacado en su país natal jugando para el equipo de la Oak Bay High School, se instaló en los Estados Unidos para estudiar y actuar con el equipo de baloncesto de la Westwind Academy de Phoenix, Arizona.
Post comenzó su carrera universitaria en el Southwestern Illinois College de la NJCAA, donde, en su año como sophomore, se convirtió en uno de los mejores jugadores del país tras promediar 12,3 puntos y 8,3 rebotes, siendo nombrado para el "Second Team Junior College All-America". Para su temporada como júnior se transfirió a los Missouri Tigers, representante de la Universidad de Misuri en la Southeastern Conference de la División I de la NCAA. En su último año universitario disputó 29 partidos, promediando 4 puntos y 3,6 rebotes por encuentro.

### Carrera profesional
Después de no ser seleccionado en el Draft de la NBA de 2015 firmó con los Raptors 905 el 31 de octubre de 2015. El 14 de noviembre debutó en una derrota 83-80 contra los Fort Wayne Mad Ants, registro seis puntos y seis rebotes en 19 minutos saliendo desde el banco. Para la temporada 2015-16, promedió 2.8 puntos, 2.4 rebotes  y 0.3 bloqueos en 36 juegos.
El 23 de octubre de 2016 firmó con Al-Nasr de la Premier League saudí.
El 24 de agosto de 2019 firmó con Polpharma Starogard Gdańskí de la Polska Liga Koszykówki. Sin embargo veinte días después su contrato fue rescindido sin darle al jugador la oportunidad de actuar oficialmente con el equipo. En consecuencia el pívot acordó su incorporación al club argentino Ferro, con el cual jugó un solo partido por el Torneo Súper 20 antes de pedir la anulación de su contrato.

## Vida personal
Es hijo de padre jamaicano y madre canadiense (Jazmynn Correo), creció en las playas caribeñas de Negril y Granada, donde él, inicialmente, practicó natación, carrera a pie y fútbol.